# Eunereis paitillae
Eunereis paitillae är en ringmaskart som beskrevs av Fauchald 1977. Eunereis paitillae ingår i släktet Eunereis och familjen Nereididae. Inga underarter finns listade i Catalogue of Life.